# 캐딜락 XT4
캐딜락 XT4(Cadiilac XT4)는 캐딜락의 준중형 스포츠 유틸리티 자동차이다.

## 1세대

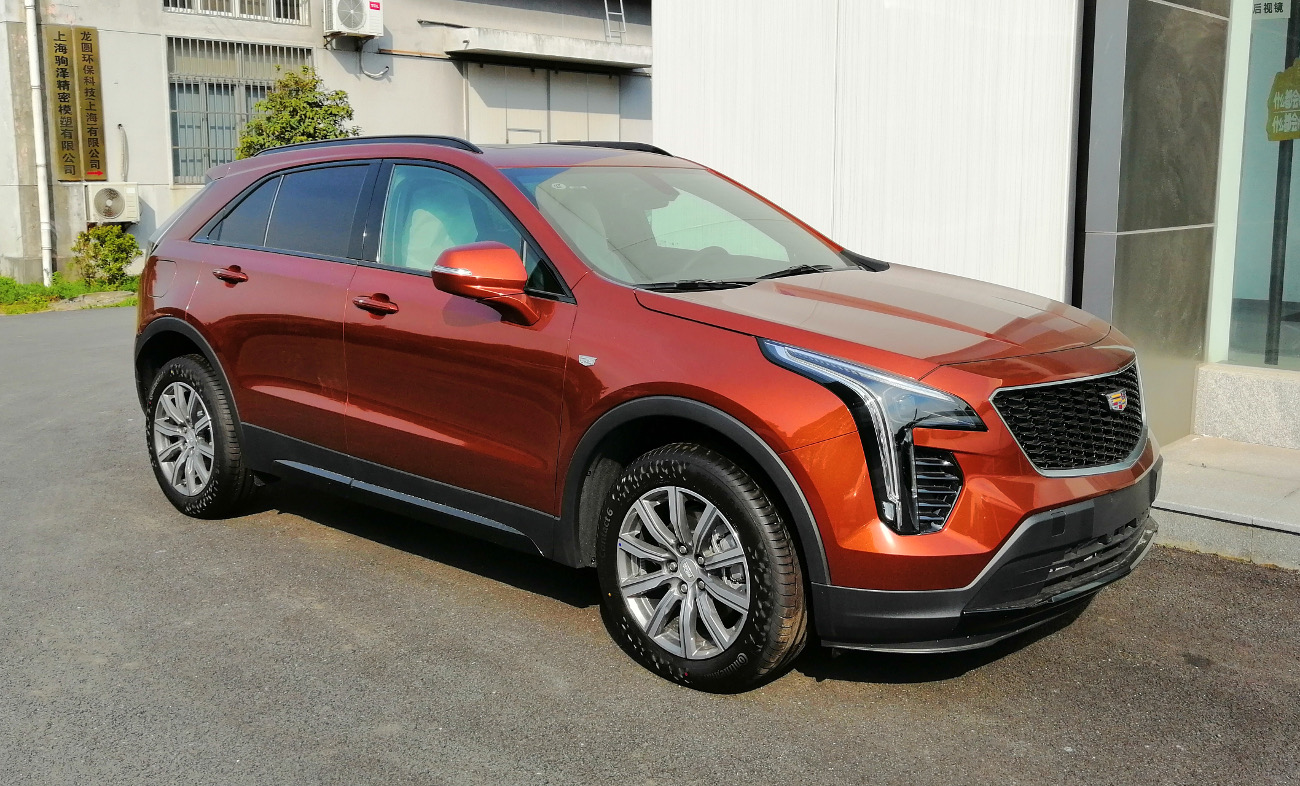
캐딜락 XT4(전기형) 정측면

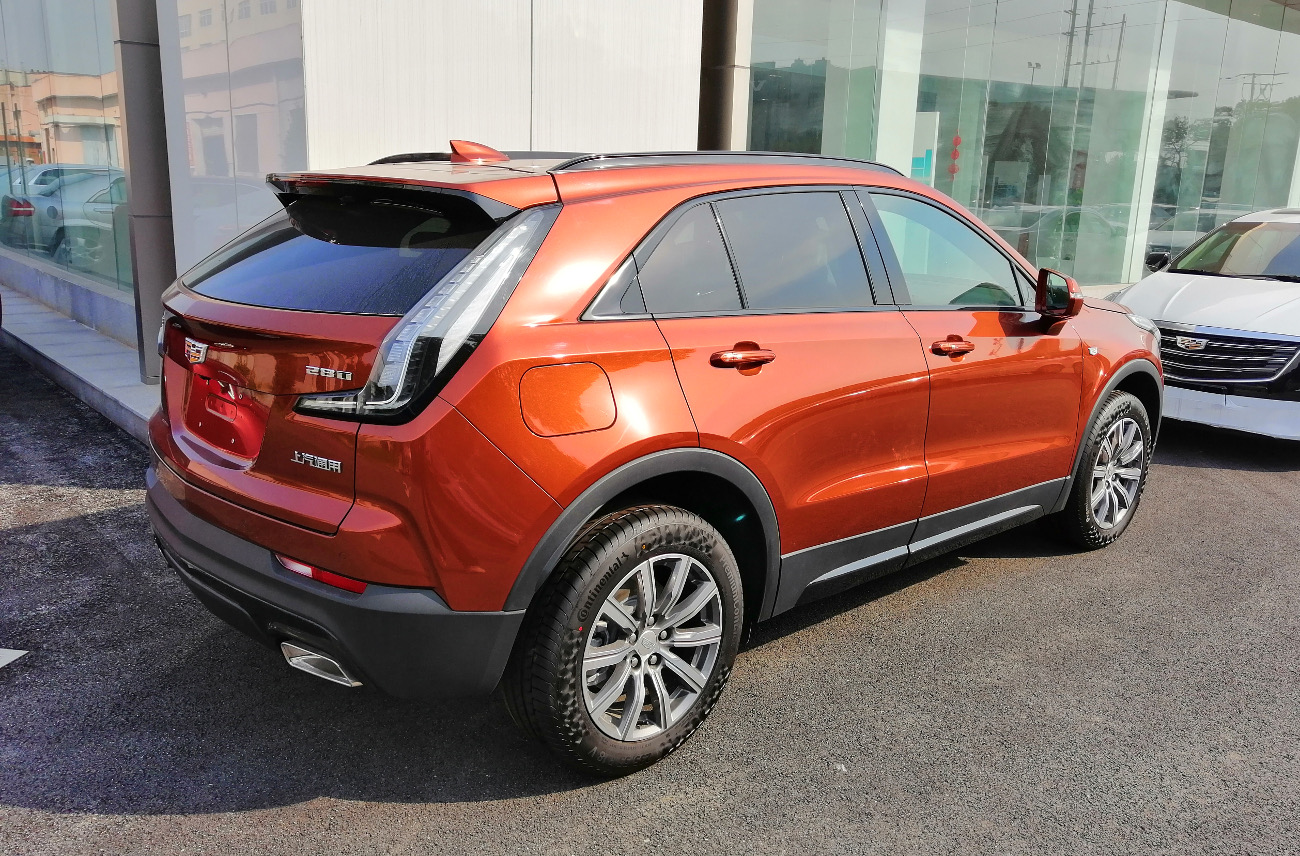
캐딜락 XT4(전기형) 후측면

## 경쟁 차종
- 벤츠 - GLA
- BMW - X1
- 아우디 - Q2
- 렉서스 - UX
- 재규어 - E-페이스
- 제네시스 - GV60